# Deodatus von Ruticinium
Deodatus von Ruticinium (auch: Deodat von Rodez, Deodat von Ruticum, Deodatus Aribert, Deodatus von Roussillion oder Déodat Aribert de Rodez) ist ein Heiliger der römisch-katholischen Kirche und wurde in Aquitanien in Südfrankreich geboren. Ein Geburtsdatum ist nicht bekannt († 14. November 1391 in Jerusalem). Er trat bereits in jungen Jahren dem  Franziskanischen Orden bei, war Priester des Franziskanerordens und ein Missionar. Sein pastorales Wirken widmete er besonders der Missionierung und der Bekehrung zum Christentum.

## Leben
Auch über das Leben des Deodatus von Ruticinium ist wenig bekannt. Papst Gregor XI. ersuchte im Jahre 1372 sechzig gut ausgebildete Franziskaner aus verschiedenen Provinzen, sich als Missionare in Bosnien der Bogumilen anzunehmen. Unter ihnen war auch Deodatus von Ruticinium, der hierbei auch den Nikola Tavelić kennenlernte. Nach ungefähr zwölf Jahren erfolgreicher Missionierung wurden ca. 50.000 Menschen durch die Franziskaner bekehrt und Deodatus von Ruticinium und Nikola Tavelić wurden ins Heilige Land geschickt. Im Heiligen Land angekommen wurden beide dem Kloster des Hl. Erlösers auf dem Berg Zion zugeteilt.
Deodatus von Ruticinium wurde schließlich mit anderen von Nikola Tavelić davon überzeugt, den Muslimen offen zu predigen, obwohl ein solcher Versuch der Bekehrung zum christlichen Glauben zu dieser Zeit im Heiligen Land mit dem Tode bedroht war.
Nikola Tavelić trat mit Einverständnis des Guardian Gerard Chalvet zusammen mit seinen franziskanischen Mitbrüdern Petrus von Narbonne, Stephan von Cuneo und Deodatus von Ruticinium am 11. November 1391 vor den Qādī von Jerusalem, mit der Absicht, die Erlaubnis einzuholen, in der Omar-Moschee bzw. im Felsendom in Jerusalem predigen zu dürfen. Ihr Ansinnen soll das Volk empört haben und sie wurden von der Menge verprügelt, dann verhaftet und in den Kerker geworfen und anschließend zum Tode verurteilt. Am 14. November 1391 erlitten sie in Jerusalem den Märtyrertod durch Enthauptung mit dem Schwert. Sie wurden vor dem Jaffa-Tor in Jerusalem in Stücke gerissen und verbrannt.
Der hl. Deodatus von Ruticinium und seine Gefährten wurden 1889 seliggesprochen und schließlich am 21. Juni 1970 von Papst Paul VI. heiliggesprochen. Die Heiligsprechung verzögerte sich u. a., weil nicht klar war, ob das Martyrium gültig sei, weil die Märtyrer dieses selbst verursacht hätten.
Der Gedenktag der vier Märtyrer wird am 14. November begangen.